# Noas ark
|  | Denne artikel handler om den bibelske historie. For tegnefilmen fra 2025 se Noas ark (film) |
Noas ark er ifølge Det Gamle Testamente det skib, som Gud befaler Noa at bygge for, sammen med sin familie og dyr, at undgå Syndfloden. Arken omtales i første Mosebog kapitel 6-9.
Noa får i første Mosebog kapitel 6 vers 14 – 16 præcis befaling af Gud om, hvordan arken skal bygges:
Lav dig en ark af harpiksholdigt træ. Du skal lave rum i arken, og du skal stryge den indvendig og udvendig med tjære. Og sådan skal du lave den: arkens længde skal være tre hundrede alen, dens bredde halvtreds alen og dens højde tredive alen. Du skal lave et tso′har [= tag eller vindue] til arken, og du skal afslutte det i en afstand af en alen fra oven, og indgangen til arken skal du anbringe på siden af den; du skal lave den med en nederste, en anden og en tredje etage.

Den hebraiske grundtekst bruger hunkønsordet tebah for "ark". Tebah betyder nærmest "kasse", og arken mangler da også ror og sejl og er altså ikke et skib i vor forstand. Det kan ikke styres, men driver hjælpeløst om. Den eneste anden genstand i Biblen, der omtales som en tebah, er kurven, Moses lægges i som spædbarn, før han skjules i sivet ved Nilens bred. 
Konsonanterne, der så ofte går igen i den hebraiske grundtekst om arken, sh-ch-th, betegner "afgudsdyrkelse". Det er det udsagnsord, der bruges i femte Mosebog 4,16, hvor Gud advarer sit folk mod at lave udskårne billeder, så det ikke skal fordærves. I første Mosebog 6,22 er Jorden blevet fordærvet (vatishacheth); den var fordærvet (nish-chathah) fordi alt kød havde fordærvet sin færd (hish'chith). Den samme rod bruges i udsagnsordet, Gud benytter, da han siger mash'chitham (= Jeg vil udrydde [alt levende fra Jorden]). Sprogligt er straffen altså afpasset efter forbrydelsen. 
I digtet om Gilgamesh får Utanapishtim lignende præcise beskeder fra guden Ea.
Ifølge Biblen støder arken på grund på "Ararats bjerge" (Første Mosebog 8 vers 4).
I det østlige Tyrkiet findes et bjerg, der betegnes "Ararat".
Der har været mange ekspeditioner til dette 5156 m høje bjerg for at lede efter rester af arken.
Ca. 20 kilometer syd for dette bjerg ligger der et bjerg kaldet Dommedagsbjerget, som er en del af Ararats bjerge, her er der efter jordskælv i 1948 og igen i 1959 afdækket et aftryk/klippeformation, som har de samme mål som Noas ark i bibelen. (se linket Noas ark fundet igen samt Noahs Ark på PDFnet). Dette bådformede objekt kan med lidt god vilje ses ved hjælp af Google Earth (39°26'25.90N 44°14'04.17E). Historien om Noas ark anses af mange for i praksis at være umulig, og at historien derfor er en myte, og ikke er historisk korrekt.
Ifølge den britiske forsker Irving Finkel, så har historien om Noas ark sin oprindelse i landskabet omkring oldtidens Mesopotamien.
I Kentucky, USA, har den fundamentalistisk kristne organisation Answers in Genesis bygget en park med Syndfloden som tema. Parken, Ark encounter, har en kopi af Noas Ark i bibelsk størrelse som omdrejningspunkt. I den ses organisationens forestilling om, hvordan Noa og hans familie havde indrettet sig med alle dyrene ombord.